# Carria incarinata
Carria incarinata är en stekelart som beskrevs av Kusigemati 1968. Carria incarinata ingår i släktet Carria och familjen brokparasitsteklar. Inga underarter finns listade.